# Quartet de corda núm. 6 (Mozart)
El Quartet de corda núm. 6 en si bemoll major, K. 159, és una composició de Wolfgang Amadeus Mozart escrita a començaments de 1773, a Milà (Itàlia), durant el tercer viatge de Mozart a Itàlia. Es tracta del primer d'una sèrie de sis quartets, coneguts com a Quartets milanesos, ja que van ser compostos a Milà, mentre Mozart estava treballant en la seva òpera Lucio Silla.
Consta de tres moviments:
1. Andante
2. Allegro
3. Rondeau